# Boșulea, Pazardjik
Boșulea (în bulgară Бошуля) este un sat în comuna Septemvri, regiunea Pazardjik,  Bulgaria. 

## Demografie
Componența etnică a satului Boșulea
     Bulgari (96,93%)
     Nicio identificare (2,08%)
     Altele (0,98%)
La recensământul din 2011, populația satului Boșulea era de 816 locuitori. Din punct de vedere etnic, majoritatea locuitorilor (96,93%) erau bulgari. Pentru 2,08% din locuitori nu este cunoscută apartenența etnică.